# Joods monument (Tiel)

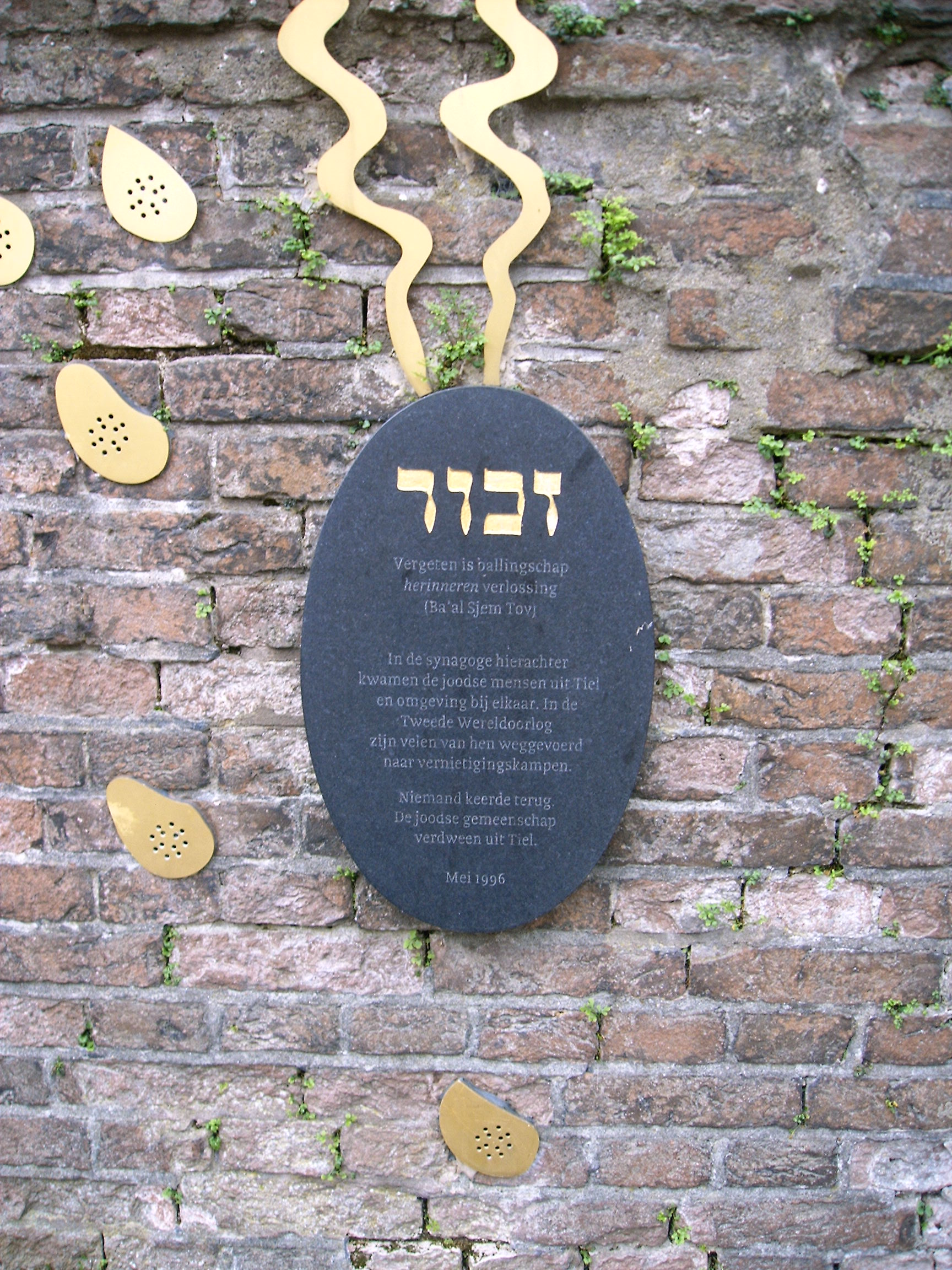
Gedenksteen naast monument

Het Joods monument is een gedenkteken in Tiel, ontworpen door Johann Goedhart en Willem den Ouden ter nagedachtenis aan de Joodse slachtoffers van de Tweede Wereldoorlog. Het bevindt zich bij de ingang van de voormalige synagoge aan de Sint-Agnietenstraat.

## Vorm en materiaal
Het monument bestaat uit een boog van verguld aluminium en staal en een wandplaat met daarop een Hebreeuwse tekst en druppels. De boog stelt een hemelgewelf voor; op de bovenkant zijn wolken, sterren, de maan, een komeet en planeten afgebeeld.  De Hebreeuwse tekst, afgebeeld op de voorkant van de boog, schrijft יזכור. In het Latijns alfabet staat hier “Yizkor”. Deze tekst wordt vaak pragmatisch gebruikt in de context van monumenten, en betekent “men zal zich herinneren”. In de regendruppels zijn luidsprekers geïnstalleerd, die de namen van de uit Tiel afkomstige Joodse inwoners noemen die vermoord zijn tijdens de Tweede Wereldoorlog. Het monument is 2.50 meter hoog en breed.

## Tekst gedenksteen
Op de muur onder de boog bevindt zich een wandplaat die dient als gedenksteen. Op deze wandplaat staat de volgende tekst:
Vergeten in ballingschap, herinneren is verlossing (Ba’al Sjem Tov).
In de synagoge hierachter kwamen de joodse mensen uit Tiel en omgeving bij elkaar. In de Tweede Wereldoorlog zijn velen van hen weggevoerd naar vernietigingskampen. Niemand keerde terug. De joodse gemeenschap verdween uit Tiel.
Uit de luidsprekers op de muur valt naast de namen van de oorlogsslachtoffers de volgende zin te horen, uitgesproken door vertegenwoordigers van de diverse bevolkingsgroepen in Tiel: Ik zeg u: dit nooit weer.

## Symboliek
Bij het maken en ontwerpen van het monument hebben de Betuwse kunstenaars Den Ouden en Goedhart zich gebaseerd op het motto “vergeten is ballingschap, herinneren is verlossing” van de rabbijn Ba’al Sjem Tov. Dit motto, dat een inspiratie vormde voor de rest van het monument, is terug te lezen op de gedenksteen.

## Slachtoffers
Het Joods monument is ontworpen ter nagedachtenis van de volgende achttien Tielse Joodse slachtoffers:

Jozef Bartels, Rebekka van Buuren, Samuel Joseph van Buuren, Suzanne van Buuren, Mietje van Buuren-Goldsmid, Rosina Cohen-Levie, Izak Dasberg, Jacob Elburg, Johanna Elburg, David Solomon Gersons, Rika van der Horst, Annie Kalker, Izaak Kalker, Maria Kalker, Mozes Kalker, Amalia de Winter, Louis Salomon de Winter, Robert de Winter, Samuel de Winter (1897), Samuel de Winter (1878), Roosje de Winter-Opperheimer en Henriette de Winter-Polak.

## Historische achtergrond
In de negentiende eeuw was er een grote Joodse gemeenschap aanwezig in Tiel, die vanaf het begin van de twintigste eeuw kleiner werd. Vlak voor de oorlog was er een middelgrote Joodse gemeente. Tijdens de bezetting golden diverse anti-Joodse maatregelen, net als in de rest van Nederland. De lokale bevolking heeft enkele malen geprotesteerd tegen deze maatregelen. Ongeveer de helft van de Joodse bevolking van Tiel werd gedeporteerd en vermoord, de andere helft doken onder. Tijdens de oorlog werd de Tielse synagoge als pakhuis gebruikt, na de oorlog werd deze verkocht en kreeg uiteindelijk de bestemming van moskee.
Het beeld werd op 5 mei 1996 onthuld door burgemeester E.J. van Tellingen.